# Beaumetz-lès-Loges
Beaumetz-lès-Loges is een gemeente in het Franse departement Pas-de-Calais (regio Hauts-de-France). De plaats maakt deel uit van het arrondissement Arras. Beaumetz-lès-Loges telde op 1 januari 2022 1.000 inwoners.

## Geografie
De oppervlakte van Beaumetz-lès-Loges bedroeg op 1 januari 2022 4,98 vierkante kilometer; de bevolkingsdichtheid was toen 200,8 inwoners per km².

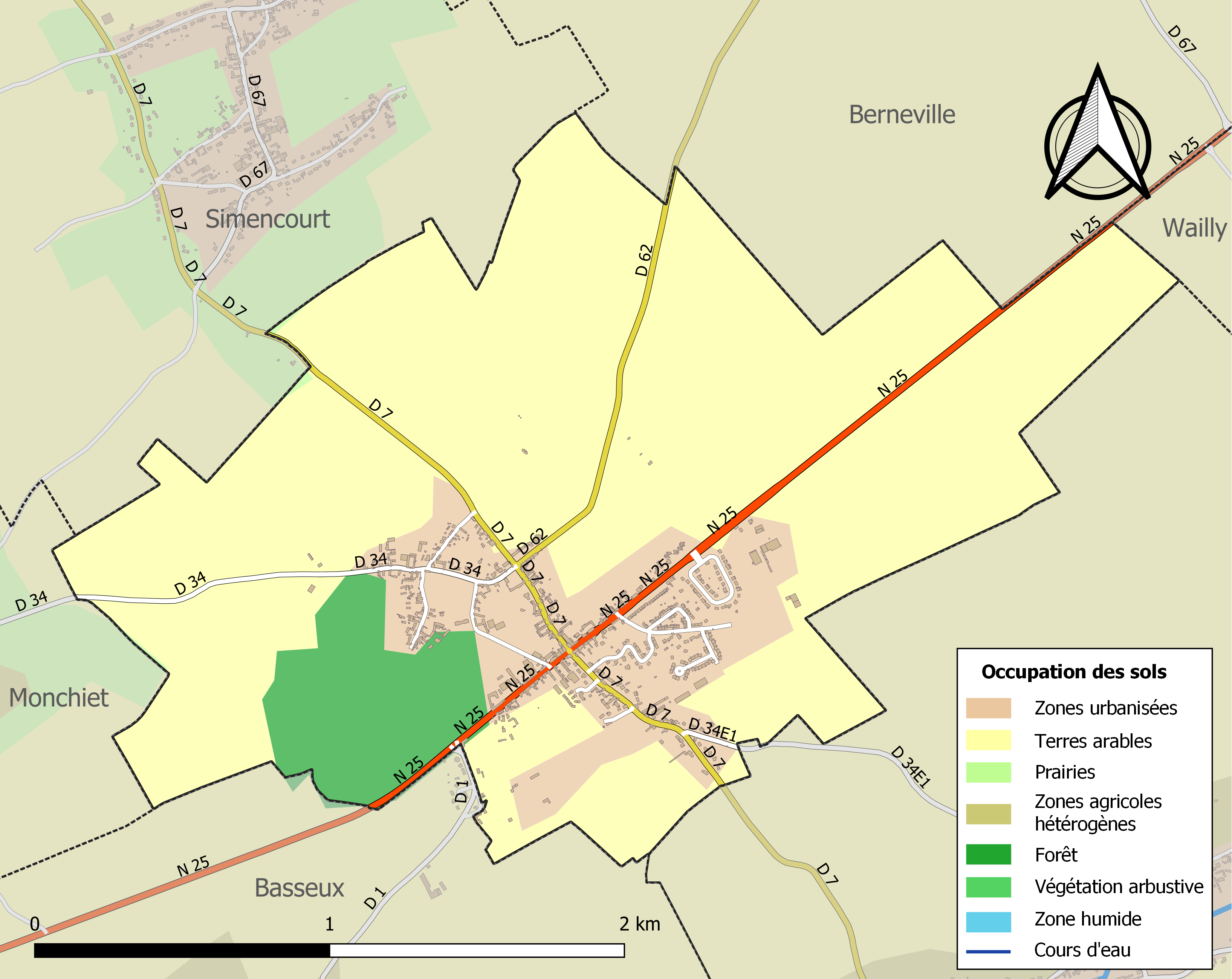
Kaart van de gemeente met belangrijkste infrastructuur, bodemgebruik en omliggende gemeenten

## Demografie
Onderstaande figuur toont het verloop van het inwonertal (bron: INSEE-tellingen).